# Kostel svatého Jana Křtitele (Manětín)
Kostel svatého Jana Křtitele v Manětíně je jednolodní děkanský kostel. Barokní stavba z let 1712–1717 náleží do manětínské farnosti plzeňské diecéze. Kostel je stavebně propojen chodbou s přilehlým zámkem. Nachází se na náměstí v Manětíně v okrese Plzeň-sever. Od roku 1964 je kostel s farou chráněn jako kulturní památka a roku 2001 byl spolu s manětínským zámkem a sochami na náměstí zapsán na seznam národních kulturních památek. Půda kostela je od roku 2009 chráněna jako evropsky významná lokalita, protože se zde nachází největší kolonie netopýrů velkých v Plzeňském kraji. 

## Historie

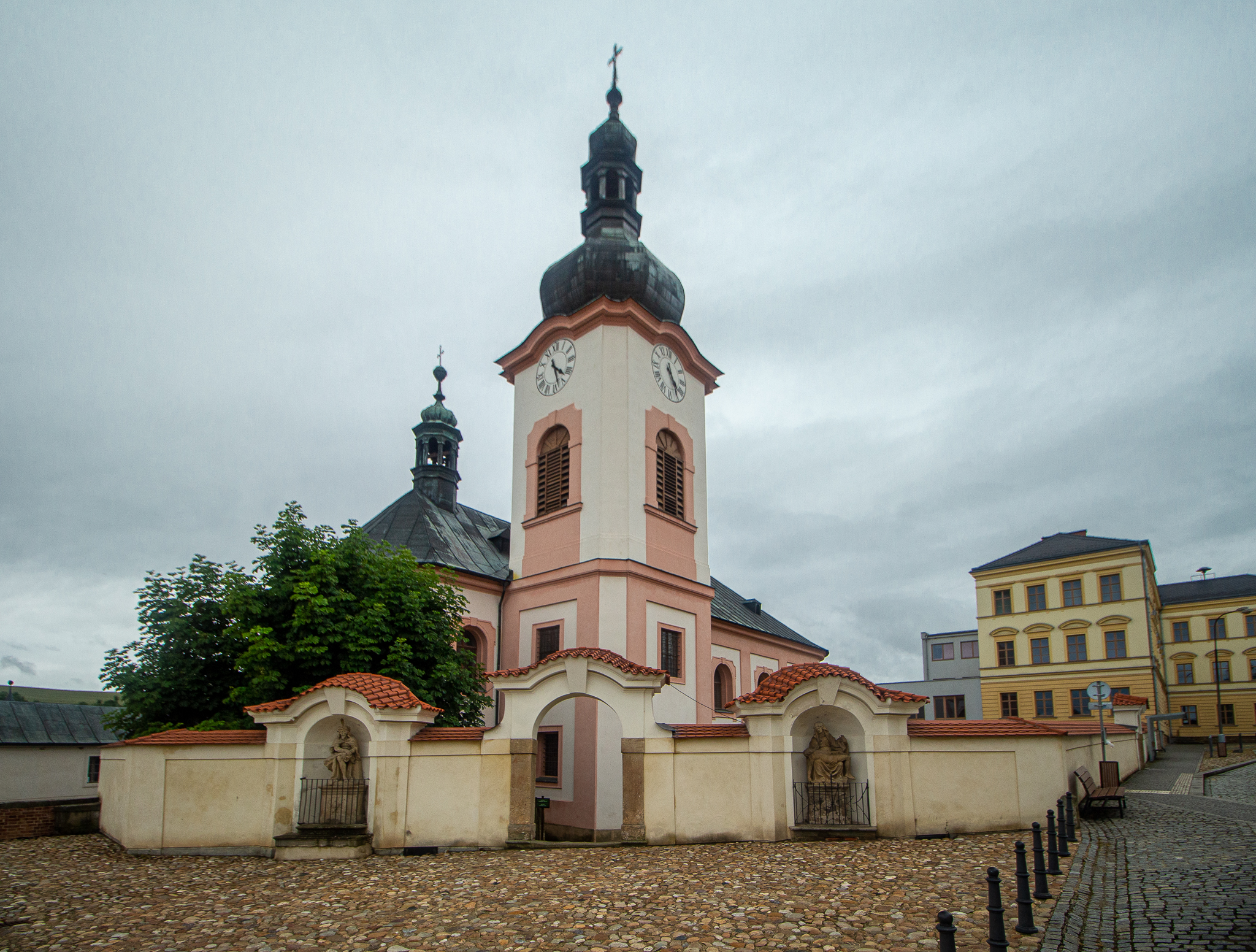
Kostel a zámek od náměstí

Jako majetek řádu johanitů se Manětín včetně kostela připomíná již v roce 1182 v papežské listině. Další zprávy jsou jen strohé, je ale pravděpodobné, že johanité zde vybudovali opevněný areál konventu s kostelem. Existence komendy je písemně doložena v roce 1325, johanité zde působili až do roku 1483, kdy Manětín do dědičného vlastnictví získali Švamberkové. Gotickou výstavbu kostela dokládá dochované zdivo v presbytáři, opevnění johanitské komendy se dochovalo v hospodářském dvoře zámku.
V roce 1712 postihl Manětín velký požár, při němž vyhořela polovina města včetně kostela. Zámek zůstal částečně obyvatelný, takže tehdejší majitelé Václav Josef Lažanský z Bukové s manželkou Marií Gabrielou, rozenou Černínovou, se při obnově města soustředili především na výstavbě nového kostela. Vznikl v letech 1712–1717 pravděpodobně podle projektu císařského stavitele Thomase Haffeneckera, stavbu vedl tyrolský polír Jan Jiří Hess. Nově postavený kostel byl vysvěcen na svátek svatého Jana Křtitele v roce 1717 pražským světícím biskupem Danielem Josefem Mayerem.
Manětínská fara byla v roce 1729 povýšena na děkanství a tím vzrostl význam kostela, pod nějž od té doby spadalo několik okolních vesnic. Za panování Josefa II. byl zrušen hřbitov, dodnes se z něj zachovala ohradní zeď. Kostel byl opravován v letech 1787 a 1875, další úpravy proběhly v 70. letech 20. století, obnova fasád proběhla v letech 2013–2014. Ve 20. století byl v historii kostela významnou osobností děkan František Wonka, který v Manětíně působil v letech 1925–1967. Jako učitel a regionální historik proslul svou badatelskou činností k tématu manětínského baroka.

## Architektura a interiér

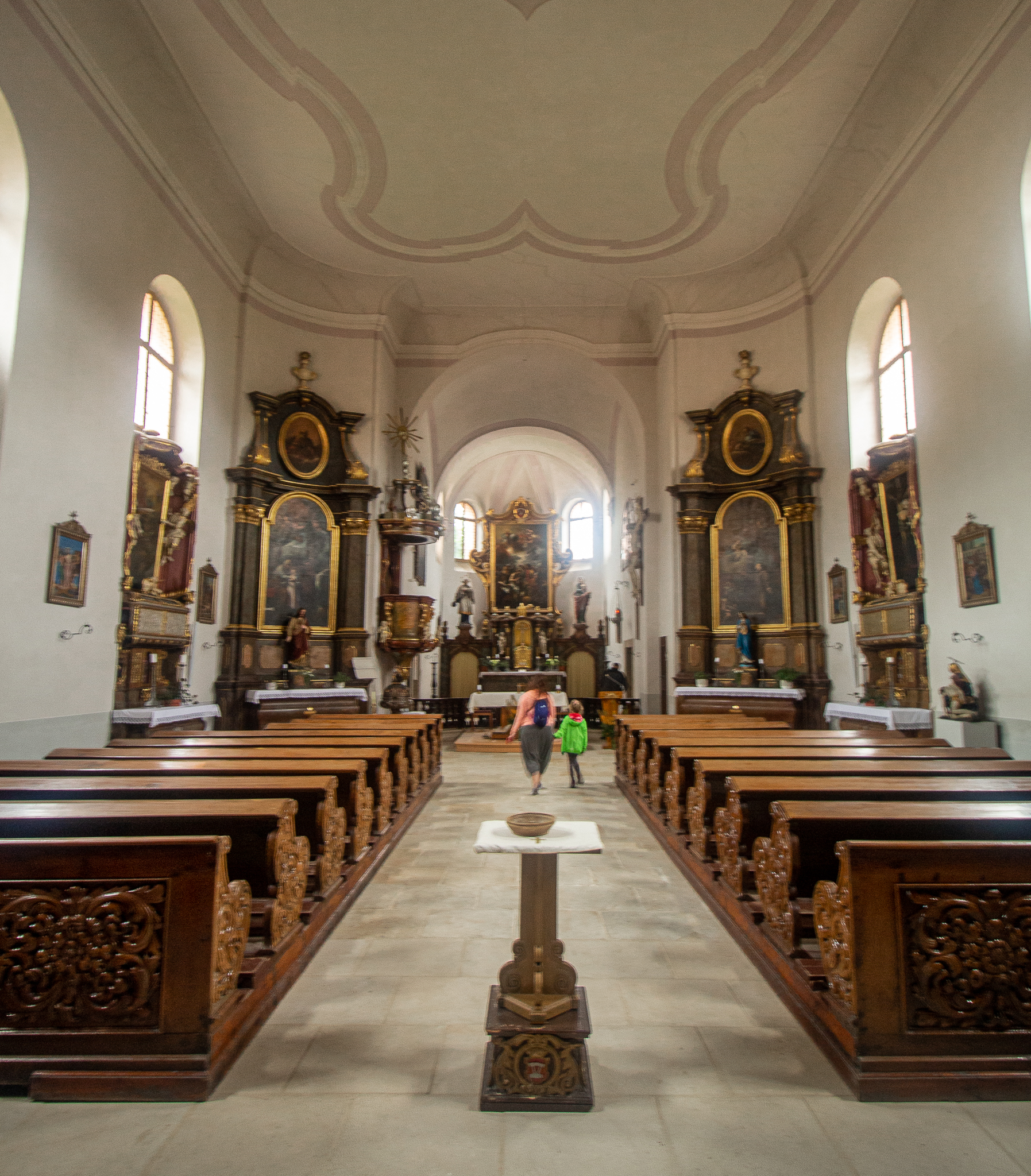
Interiér kostela

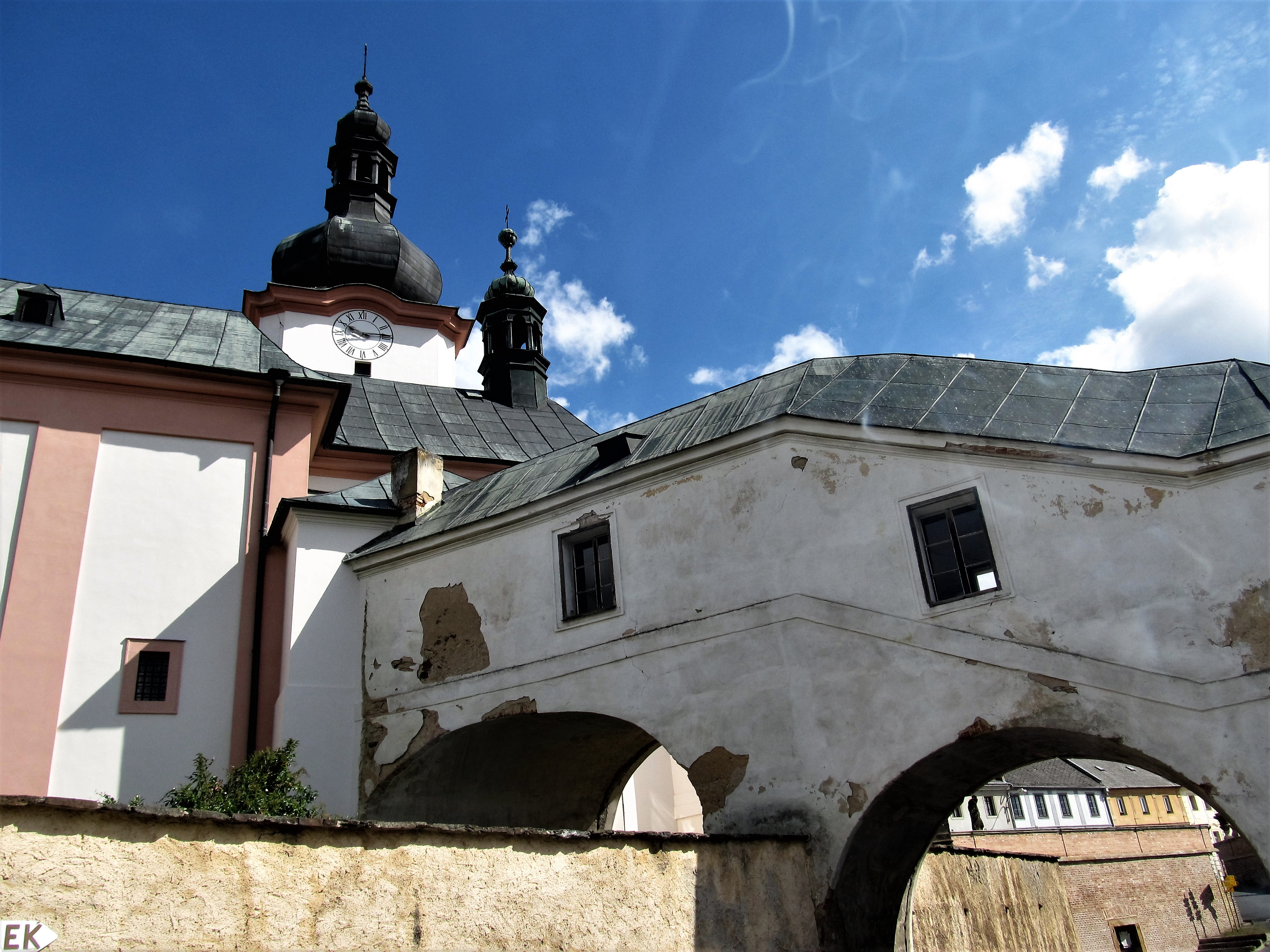
Chodba ze zámku do kostela

Kostel sv. Jana Křtitele je jednolodní barokní stavba s trojbokým presbytářem, v němž je dochováno zdivo z blíže nedatované gotické přestavby. K severní straně lodi kostela přiléhá hranolová věž završená cibulovou bání, na jihu je kaple (panská oratoř) propojená krytou chodbou ze zámku překlenující uličku na západní straně náměstí.
Barokní výzdoba interiérů kostela je dílem předních umělců. Nejvýznamnější je obraz Křest Kristův na hlavním oltáři od Petra Brandla, který je od roku 2006 chráněn jako národní kulturní památka. Brandl v Manětíně pobýval v letech 1715–1716 a pro manětínský kostel namaloval i další obrazy. Konkrétně sv. Antonína Paduánského s Ježíškem a Vyučování Panny Marie na bočních oltářích. Ostatní výjevy ze života světců na bočních oltářích jsou dílem manětínského děkana Jana Františka Händla, autorem sochařské výzdoby byl místní sochař Štěpán Borovec, varhany z roku 1716 postavil uznávaný loketský varhanář Jan Leopold Burkhardt.

## Hnízdiště netopýrů
Kostel byl v roce 2009 vyhlášen jako evropsky významná lokalita, protože na jeho půdě se nachází kolonie netopýrů velkých, největší v Plzeňském kraji. V době vyhlášení měla tato kolonie kolem tisíce jedinců, tj. kolem 600 samic a mláďata. Druhá největší kolonie v kraji, ve všerubském kostele sv. Ducha, měla jen asi 150 jedinců.